# Colquijirca
Colquijirca es una localidad peruana ubicada en la región Pasco, provincia de Pasco, distrito de Tinyahuarco. Se encuentra a una altitud de 4.082 m s. n. m. Tenía una población de 2867 habitantes en 1993.

## Clima
| Parámetros climáticos promedio de Colquijirca | Parámetros climáticos promedio de Colquijirca | Parámetros climáticos promedio de Colquijirca | Parámetros climáticos promedio de Colquijirca | Parámetros climáticos promedio de Colquijirca | Parámetros climáticos promedio de Colquijirca | Parámetros climáticos promedio de Colquijirca | Parámetros climáticos promedio de Colquijirca | Parámetros climáticos promedio de Colquijirca | Parámetros climáticos promedio de Colquijirca | Parámetros climáticos promedio de Colquijirca | Parámetros climáticos promedio de Colquijirca | Parámetros climáticos promedio de Colquijirca | Parámetros climáticos promedio de Colquijirca |
| Mes                                           | Ene.                                          | Feb.                                          | Mar.                                          | Abr.                                          | May.                                          | Jun.                                          | Jul.                                          | Ago.                                          | Sep.                                          | Oct.                                          | Nov.                                          | Dic.                                          | Anual                                         |
| --------------------------------------------- | --------------------------------------------- | --------------------------------------------- | --------------------------------------------- | --------------------------------------------- | --------------------------------------------- | --------------------------------------------- | --------------------------------------------- | --------------------------------------------- | --------------------------------------------- | --------------------------------------------- | --------------------------------------------- | --------------------------------------------- | --------------------------------------------- |
| Temp. máx. media (°C)                         | 28                                            | 26                                            | 23                                            | 20                                            | 19                                            | 19                                            | 20                                            | 21.5                                          | 23                                            | 25                                            | 27.5                                          | 28                                            | 23.3                                          |
| Temp. mín. media (°C)                         | 19                                            | 17                                            | 15                                            | 14                                            | 14.5                                          | 13                                            | 14                                            | 14                                            | 15.5                                          | 16                                            | 18.5                                          | 19                                            | 15.8                                          |
| Fuente: Accuweather                           |                                               |                                               |                                               |                                               |                                               |                                               |                                               |                                               |                                               |                                               |                                               |                                               |                                               |